# Miss Lala
Anna Olga Woodson, née Anna Olga Brown, dite Lala Kaira ou Miss Lala ou Miss La La ou Mlle Lala ou Mademoiselle La La, est une artiste de cirque née en 1858 à Stettin.

## Biographie
Miss Lala naît Anna Olga Albertina Brown le 21 avril 1858 à Stettin, ville de Prusse aujourd'hui en Pologne. Elle est la fille de Wilhelm Brown et Marie Christine Borchardt.
Elle fait partie de la Troupe Kaira, une troupe de cirque itinérante, dans laquelle elle commence à se produire à l'âge de neuf ans. Elle exécute, sur les scènes des cirques et des music-halls de l'Europe que parcourt la compagnie, comme le Royal Aquarium de Londres ou le Gaiety Theatre de Manchester, des numéros d'acrobate, de fil-de-fériste, de trapéziste, de femme-canon. Elle est connue sous les noms d'artiste d'« Olga-la-négresse », de « La Princesse africaine », de « La Femme-canon », de « La Mulâtresse-canon » ou encore de « Vénus noire » mais c'est sous les surnoms de « Miss Lala » ou « Miss La La » ou « Mlle Lala » ou « Mademoiselle La La » qu'elle est principalement connue. Elle se produit également, avec sa partenaire Theophila Szterker (1864–1888) dite « Kaira la blanche », sur la scène des Folies Bergère, où les deux artistes sont surnommées « Les Deux Papillons ».
Edgar Degas la représente en 1879, alors qu'elle est l'une des plus célèbres artistes de cirque de son temps, dans « l'une de ses toiles les plus surprenantes », Miss Lala au cirque Fernando (1879, National Gallery de Londres), hissée par la seule force de sa mâchoire jusque dans la voûte de l'ancien cirque Medrano du boulevard de Rochechouart, qui sera plus tard illustré, sur les traces de Degas, par des artistes comme Auguste Renoir (Acrobates au cirque Fernando, 1879, Art Institute of Chicago), Henri de Toulouse-Lautrec (Au cirque Fernando, 1888, Art Institute of Chicago) ou Georges Seurat (Le Cirque, 1890, musée d'Orsay).
Des lithographes célèbres comme Jules Chéret ou François Appel la montrent sur les affiches qu'ils réalisent, pour le cirque Fernando ou pour les Folies Bergère, suspendue à son trapèze, la tête en bas, soutenant par la mâchoire un canon que des artificiers mettent à feu.
Elle épouse en 1888 un contorsionniste américain, Emanuel Woodson, directeur du cirque du Palais d'été de Bruxelles, avec lequel elle a une fille, Rose Eddie, née à Londres en 1894, puis encore deux autres filles.

Edgar Degas, « Miss Lala au cirque Fernando »
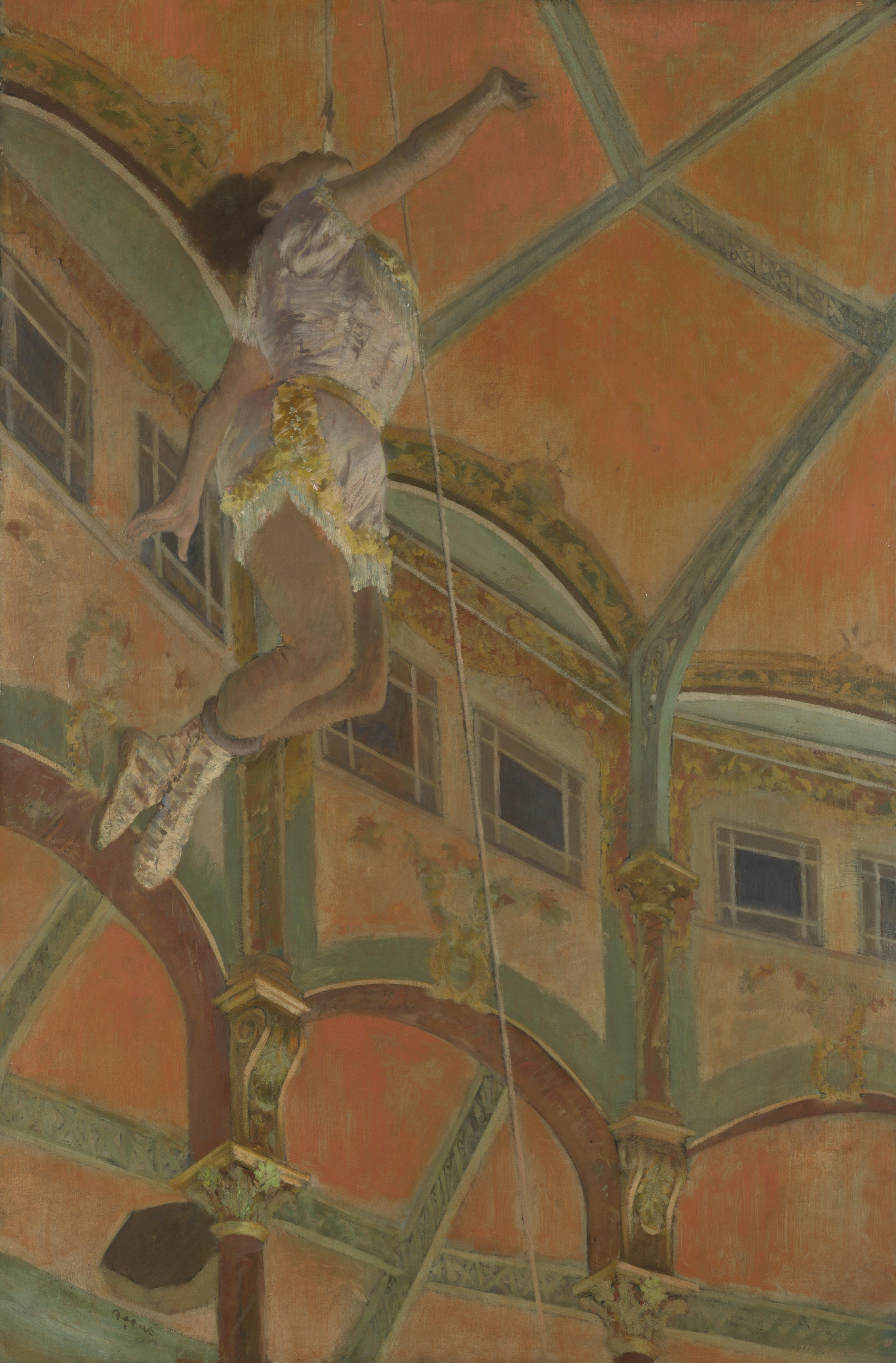
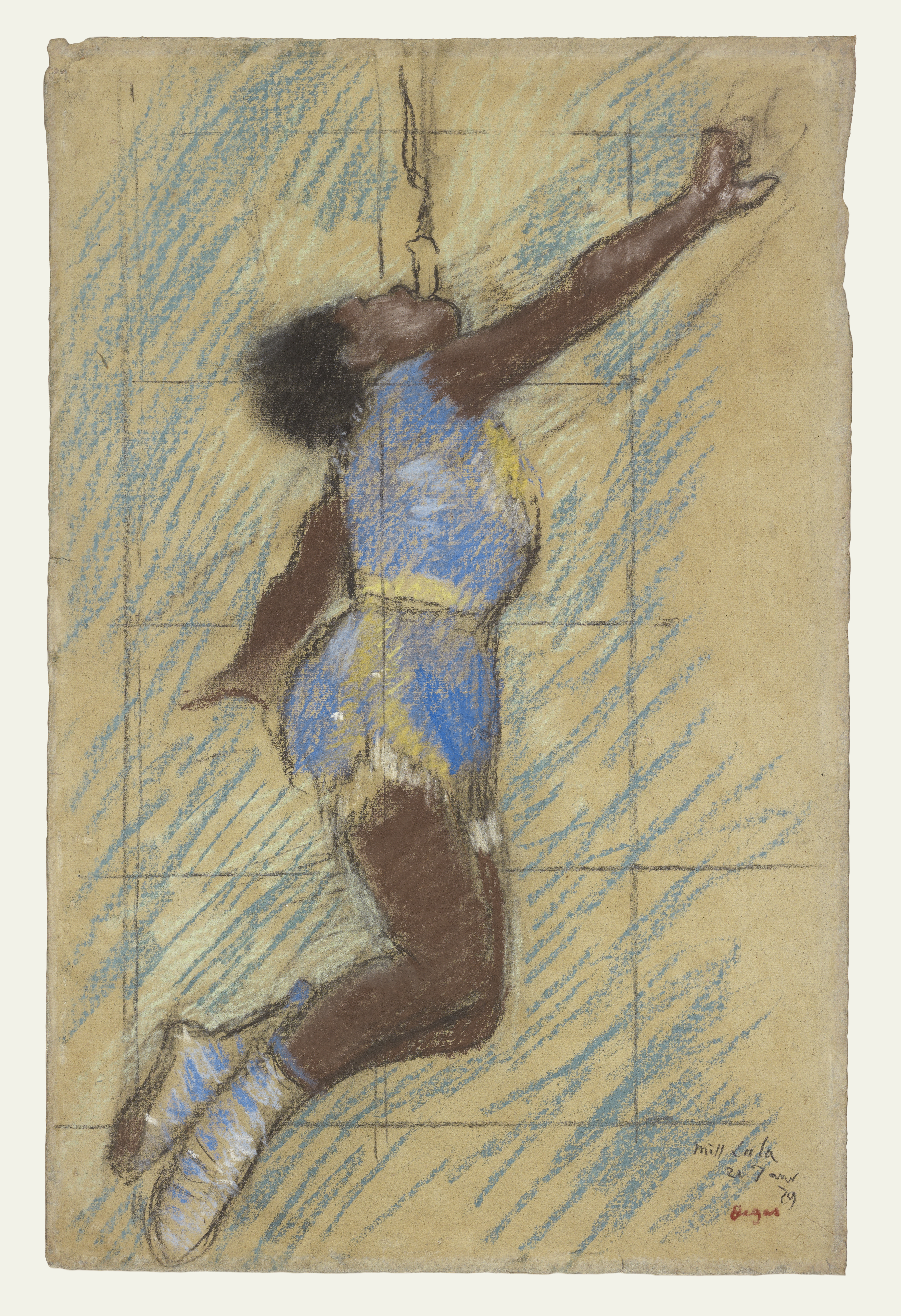
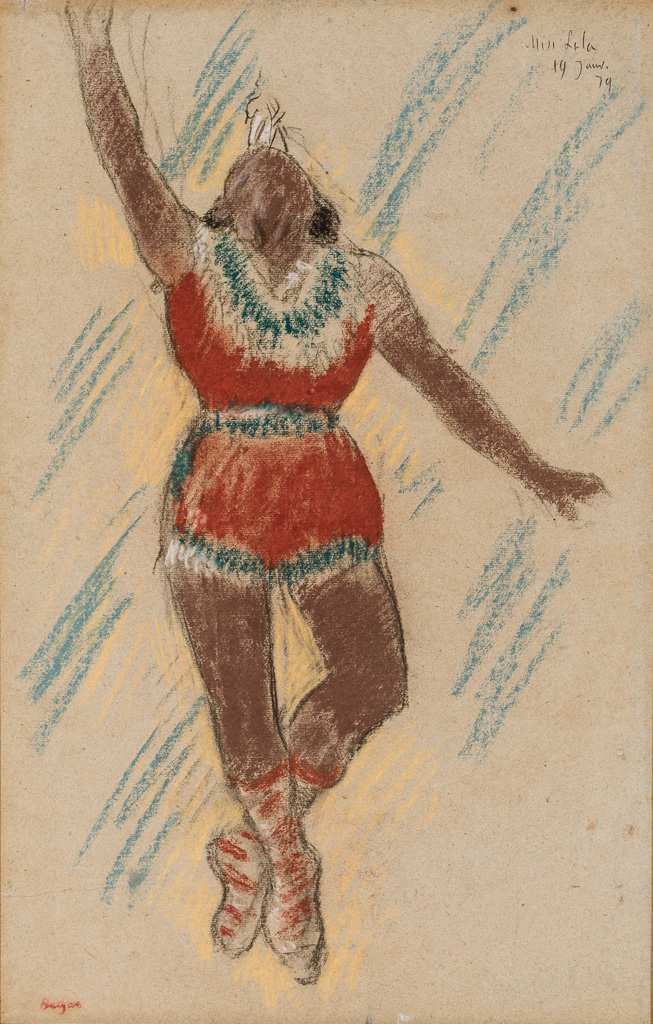
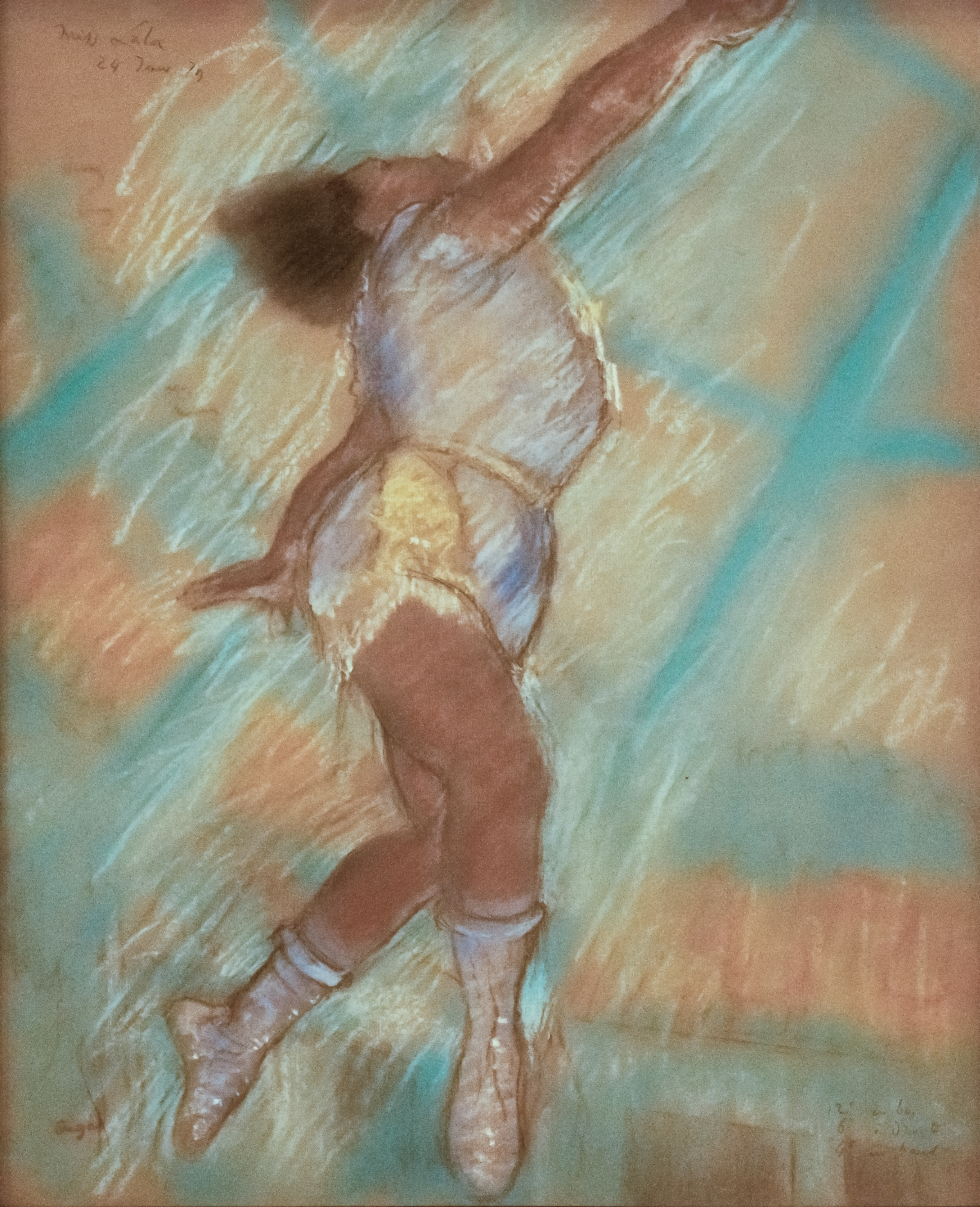